# ТВ-12 «Климів»
12-й (Сокальський) Тактичний відтинок «Климів» належав до Військової округи-2 «Буг», групи УПА-Захід.
Командири: хорунжий «Летун» (Сенюк Василь, 11.1944 — 12.1944), хорунжий «Лис» (Хвалібота Михайло, 02.1945-06.1945), старший булавний «Перемога» (Василяшко Василь, 06.1945 — †16.02.1946)). 
- Відд. ?? «Галайда-1» — сотенний «Перемога» (Василяшко Василь 08.1944 — †16.02.1946), сотенний «Лис» (Хвалібота Михайло, 05.1945 — 10.1945), сотенний «Ігор» (Вересюк Василь, 10.1945 — †21.03.1946)
- Відд. ?? «Галайда-2» — сотенний «Куліш» (Шклянка Григорій, 04.08.1944 — †06.05.1945), сотенний «Ворон» (†05.1945), сотенний «Сивий» (Василь Панас, 05.1945 — 08.1945, 05.1946, демобілізація 06.1946, †1949), сотенний «Чавс» (Краль Василь, 08.1945)
- Відд. ?? «Кочовики» — сотенний «Морозенко» (03.1944 — 05.1944), сотенний «Шумський» (Рошко Федір, 05.1944 — 12.1944), сотенний «Штиль» (Лобай Євген 27.12.1944 — †04.08.1946)
- Відд. ?? «Перебийніс» — сотенний «Летун» (Сенюк Василь, 09.1944 — 10.1944), сотенний «Фіфак» (†27.10.1944), сотенний «Дорошенко» (†12.1944), сотенний «Шумський» (Рошко Федір,01.1945 — †08.1945)
- Відд. ?? «Пролом» — сотенний «Бродяга» (Капало Іван, 12.1943 — 07.1944, †24.01.1945), сотенний «Скала» (03.07.1944 — †19.10.1944), сотенний «Черемош» (11.1944 — †14.12.1944), сотенний «Черник» (Свистун Іван, 02.1945 — 12.1945, †08.07.1946)
- Відд. ?? «Тигри» — сотенний «Корсак» (Козярський Іван, 03.1944 — 05.1944), сотенний «Голуб» (Пелех Василь, 05.1944 — 08.1944, †10.1944), сотенний «Ромко» (02.1945 — 06.1945, сотенний «Лис» (Хвалібота Михайло, 25.05.1945 — 12.1945)